# Liste der Ehrenbürger der Universität Passau
Dies ist eine Liste der Personen, denen von der Universität Passau die Würde eines Ehrenbürgers verliehen wurde.

## Ehrenbürger
- 14. Oktober 1984: Kurt Egger
- 6. Dezember 1984: Wilhelm Prell
- 26. November 1987: Gottfried Schmid
- 6. Dezember 1987: Alfred Dick
- 22. Dezember 1987: Gebhard Glück
- 22. Dezember 1987: Anton Hinterdobler
- 22. Dezember 1987: Anton Hochleitner
- 22. Dezember 1987: Baptist Kitzlinger
- 22. Dezember 1987: Sebastian Schenk
- 22. Dezember 1987: Eberhard Zizlsperger
- 24. Mai 1989: Hans Ziegenfuß
- 31. Juli 1991: Karl Freiherr von Moreau
- 22. Februar 1995: Michael Rosner
- 1. Juli 1998: Albert Weireter
- 25. November 1998: Karl Geisenberger, Stadtrat, Vorstandsmitglied der Stockbauer-Stiftung und der Maria-Ward-Schulstiftung
- 25. November 1998: Friedrich Giehl
- 23. Mai 2001: Fridolin Häring
- 16. Februar 2005: Maximilian Binder
- 4. Mai 2005: Peter Kahn
- 14. Dezember 2005: Klaus Büchner
- 14. Dezember 2005: Manfred Rauser, Sprecher des Vorstandes der Erlus Baustoffwerke AG
- 16. Mai 2007: Walter Zitzelsberger, Regierungspräsident a. D. der Regierung von Niederbayern
- 13. Februar 2008: Walter Schatt, Vorstand der Schattdecor AG Rosenheim
- 25. Juni 2008: Hanns Dorfner, Landrat i. R.
- 14. Juli 2010: Friedrich Oelrich, Vorstand der DekaBank, Frankfurt am Main
- 14. Juli 2010: Reinhold Plenk, Notar i. R.